# Красне (Золочівський район)
Красне — селище в Україні в Золочівському районі Львівської області.
Красне розташоване при річці Гологірці (басейн Західного Бугу), на Красненській рівнині (частина Малого Полісся), за 40 км на схід від Львова та 5 км на південь від Буська. Красне — вузлова залізнична станція, від якої йдуть відгалуження на Львів, на Золочів — Тернопіль і на Броди — Здолбунів.
У південній частині селища стоїть дерев'яна церква св. пр. Іллі, 1750 року

## Археологічні знахідки
Археологічні пам'ятки, знайдені під час розкопок 1930 року, свідчать про те, що територія Красного і його околиць була заселена ще на початку залізної доби племенами так званої висоцької культури. Це підтверджується знайденими бронзовими прикрасами і глиняним посудом. Біля села знаходиться курган бронзової доби (кінець III — початок I тисячоліття до н. е.)

## Історія

### Перша згадка та подальші роки
Уперше в документах село під назвою Красне згадується в 1476 році. Кількість жителів села була невеликою, вони займались землеробством. В середині ΧVΙΙ ст. тут мешкало понад 100 осіб. У селі був королівський фільварок з пивоварнею та винницею, в якому мешкав підстароста. Він виконував усі королівські накази та збирав податок з населення.
В жовтні 1648 року через Красне проходили козацькі війська, які й розгромили фільварок.

### Австрійський період
До 1772 року Красне входило до Буського повіту Белзького воєводства. На момент першого поділу Речі Посполитої посідачем Красного був князь, буський староста Юзеф Александер Яблоновський. Після першого поділу Польщі воно стало власністю польських магнатів. 1788 року в обмін на забрані до державної скарбниці під соляні копальні у Яблунівських маєтках, село перейшло до рук княгині Франціски Вікторії Воронецької (1742—1827) — другої дружини князя Юзефа Александера Яблоновського (†1777).
У 70-х роках ΧΙΧ століття Красне зазнає значних змін. В цей час почалось прокладання Ковельської залізниці — від Львова до Волочиська. Залізниця пройшла через Красне. Тут будується станція і депо. Маловідоме село швидко стає важливим залізничним пунктом. Красне розбудовується, збільшується кількість населення. Крім українців тут поселяються поляки, які обслуговували залізницю та декілька єврейських сімей, що займались торгівлею.
У 1858 році була відкрита школа з українською мовою навчання, але на початку ΧΧ століття українська мова була витіснена польською. Також була заснована приватна школа з польською мовою навчання.
Під час першої світової війни Красне разом з вузловою станцією не раз було полем кровопролитних боїв. Під час військових дій 1915 року фронт витягнувся по річці Гологірці. Бої тривали 8 тижнів, в результаті яких згоріла частина селища, поміщицька садиба, гуральня, млин. 28 серпня 1915 року російські війська відступили і в Красному відновилась австрійська влада. У селищі розмістились військові ремонтні майстерні, аеродром, склади боєприпасів, кравецькі та інші майстерні, де разом з військовополоненими працювали й місцеві жителі.

### Західноукраїнська Народна Республіка
Військовий злочин стався у 1919 році в Краснім,  під час транспортування полонених вояків Української Галицької Армії, польський жовнір кинув гранату до вагону з полоненими, загинуло 3 вояки і було поранено 5. 
У травні Красне окупували польські війська, а в кінці липня 1920 року в селище вступили передові загони будьонівської кінноти. У першій половині вересня цього ж року радянські війська покинули Красне, і в село знову вернулись поляки.
Під час існування ЗУНР у містечку базувався Літунський полк УГА.

### Гітлерівська окупація
1 вересня 1939 року гітлерівська Німеччина напала на Польщу, розпочалася Друга світова війна. А вже 17 вересня 1939 року розпочався так званий «Визвольний похід» Червоної Армії у Західну Україну й Західну Білорусь. Уже наприкінці вересня 1939 року в Красне вступила Червона армія, і встановилася нова радянська влада, яка обіцяла велике покращення життя жителям Галичини, але всі швидко переконались, що це за «покращення»: розпочались репресії проти інтелігенції, примусове затягування до колгоспу.
29 червня 1941 року під час другої світової війни Красне захопили німецькі війська. В тюрмі НКВС в м. Буську, яку відкрили після відступу Червоної армії, виявили велику кількість замордованих жертв більшовицьких репресій, серед яких були й жителі Красного.
Більше трьох років селище було під німецькою окупацією.
Близько 9 години 30 хвилин 17 липня 1944 року передовий загін 9-го мехкорпусу Червоної армії зайняв Красне, захопивши на станції «…до 150 вагонів, частиною з вантажами, санітарний поїзд і 3 справних паровоза». Відновлюється радянська влада, селище стає районним центром.
Красне стало селищем міського типу з 18 червня 1953 року, було районним центром у 1940—1941 рр. і в 1944—1959 рр.
В сучасний період промисловість селища представлена підприємствами з виробництва меблів, хлібобулочних виробів, безалкогольних напоїв, лісопромисловим комплексом Буського держлісгоспу. Землі околиць Красного, що належать різним аграрним господарствам, щороку засіваються пшеницею, житом, цукровими буряками, кормовими культурами. Розвинуте м'ясомолочне тваринництво, свинарство. Красне — вузлова залізнична станція. На території селища розташовані дві середні школи, лікарня, дошкільні навчальні заклади, поліклініка, заклади відпочинку, торгівлі, зв'язку, банківської сфери тощо.

## Населення

### Мова
Розподіл населення за рідною мовою за даними перепису 2001 року:
| Мова            | Кількість | Відсоток |
| --------------- | --------- | -------- |
| українська      | 6397      | 98.80%   |
| російська       | 62        | 0.96%    |
| білоруська      | 5         | 0.08%    |
| румунська       | 2         | 0.03%    |
| польська        | 2         | 0.03%    |
| вірменська      | 1         | 0.01%    |
| інші/не вказали | 6         | 0.09%    |
| Усього          | 6475      | 100%     |

## Красненська бібліотека ім.І.Тиктора

### Коротка історія
Перша згадка про бібліотеку в Красному датується 28 травня 1897 року, коли парох о. Степан Височанський заснував тут першу читальню «Просвіти». Приміщення читальні знаходилося у громадській глинобитній хаті біля кузні на Ямиськах (сучасний майдан Т. Г. Шевченка).
Щонеділі, після вечірньої, люди приходили сюди, щоб прочитати газети, поговорити про найважливіші події. У 1897 році товариство «Просвіта» у Львові передало для красненської читальні 44 книги і 6 портретів. Через рік у бібліотеці було вже 97 книг.
У 1902 році читальня «Просвіти» нараховувала 68 членів, а в її бібліотеці було вже 130 книг. Через шість років книг було вже 245 примірників.
У 1914 році читальня «Просвіти» разом із товариством «Сокіл» провели у Красному фестини. Юнаки і юначки в українських одностроях читали вірші, співали пісні, виступали з ритмічними вправами, використовуючи прапорці й хусточки. Згодом товариство придбало комплект духових інструментів і організувало духовий оркестр. Хлопці набували навичок володіння музичними інструментами, вивчали нотну грамоту. 29 вересня 1912 року красненські музики грали на великих фестинах, підготовлених і проведених Буською філією «Сокола».
Напередодні Першої світової війни за ініціативою Івана Микитовича Тиктора при читальні «Просвіти» було організовано драматичний гурток. Члени гуртка ставили вистави, зокрема «Назар Стодоля» і «Сватання на Гончарівці», які проходили з великим успіхом. Читальня «Просвіти» нараховувала 130 членів.
На початок 1922 року читальня «Просвіти» нараховувала 141 чол., кожний з яких сплачував щомісячний членський внесок по 15 польських марок, а драматичний гурток — 39 учасників. На противагу «Просвіті» польською громадою в Красному було створено читальню «Товариства школи людової», робота якої була спрямована на посилення національної ворожнечі між поляками й українцями, а на початку 1930—х років виникає польська організація «Strzelec».
Нині Красненська бібліотека ім. І. Тиктора обслуговує понад 2 тис. читачів, веде активно культурно-просвітницьку роботу. Адреса бібліотеки: вул. М. Грушевського, 15. Режим роботи: з 10:00 до 18:00 без перерви, вихідний — понеділок.

### Структура
Бібліотека є філіалом Буської ЦБС. Вона складається із трьох відділів:
- дитячий відділ — обслуговує користувачів до 9 класу;
- юнацька кафедра — обслуговує користувачів від 14 до 21 року: учнів 9–11 класів, студентів коледжів, інститутів, університетів. При юнацькій кафедрі діє молодіжний клуб «Сучасник».
- дорослий відділ — обслуговує користувачів від 21 року.

## Відомі люди

### Народились
- Отець Карпінський Платон — священник УГКЦ, громадський діяч[7]
- Кук Василь Степанович (1913—2007) — останній головнокомандувач УПА, один з дев'яти генералів УПА. Поховали Василя Кука не на цвинтарі, а у центрі села.
- Кук Ілярій Степанович (1915—1938) — активний діяч ОУН, страчений польською владою.
- Мороз Галина Володимирівна (1961) — українська актриса.
- Тиктор Іван Микитович (1896—1982) — громадський і політичний діяч, видатний український видавець і редактор.
- Йосиф Ганкевич — греко-католицький священник

### Поховані
- Губер Борис Олександрович — полковник УГА, командир Літунського полку УГА
- Кануков Хазбулат Батгириєвич — льотчик Української Галицької армії (осетин), рідний брат Джамбулата Канукова.
- Кук Василь Степанович (1913—2007) — останній головнокомандувач УПА, один з дев'яти генералів УПА. Поховали Василя Кука не на цвинтарі, а у центрі села.

- Пам'ятник авіації Української Галицької Армії, відкритий 1 листопада 2018 року — у день 100-ї річниці проголошення ЗУНР. Автором проекту є Михайло Котула, а виготовив пам'ятник за власні кошти підприємець Богдан Степаник.[8]
- Меморіал борцям за волю України
- Пам'ятник Тарасові Шевчеку
- Погруддя Івана Франка

## Залізнична станція
У селищі розташована вузлова залізнична станція Красне Львівської дирекції Львівської залізниці, яка є перетином двох ліній Львів — Тернопіль та Красне — Здолбунів між станціями Задвір'я (13 км), Золочів (26 км) та Ожидів-Олесько (16 км).

## Технічні пам'ятки
На південному сході від містечка розташований великий середньохвильовий радіомовний передавач потужністю понад 1000 кВт. Він більш відомий як Об’єкт 811 та ще дванадцять схожих радіоцентрів відігравали серйозну стратегічну роль в Радянському Союзі — їх метою було відловлювати і глушити всі радіосигнали через “залізної завіси”. В 1970-80х роках держава постійно глушила дев’ять закордонних радіостанцій:
RFE/RL (“Свобода”, “Вільна Європа”, ”Вільний Афганістан”), Мюнхен
BBC (“Британська радіомовна корпорація”), Лондон
DW (“Німецька хвиля”), Кельн
VOA (“Голос Америки”), Вашингтон
“Голос Ізраїлю”, Єрусалим
“Радіо Пекін”, Китай
“Радіо Тирана”, Албанія
“Радіо Корея”, Сеул
“Вільна Росія”, ФРН/Тайвань
Що цікаво, СРСР пропускав одну частоту китайського радіо, передача якого велася абсолютно незрозумілою мовою. Винахідливі радянські слухачі додумалися записувати програму на свої магнітофони, а потім відтворювати плівку задом наперед — тоді передачу можна було прослухати без перешкод.
Об’єкт №811 був найпотужнішим схожим комплексом на території УРСР, сумарна потужність усіх передавачів сягала двох тисяч кіловат. За переказами місцевих жителів і працівників, таке дуже негативно впливало на здоров’я людей в навколишніх селах. Більше того, бувало, що трактор, який спокійно їхав по полю поряд, ловив дугу статичного розряду неймовірної потужності, яка йшла в землю, а трактор виходив з ладу. 
На початок дев’яностих, після розвалу Союзу незалежна Україна не має ні коштів, ні потреби підтримувати схожу систему заглушення, але найвищу радіомачту висотою 269 метрів все ж продовжили експлуатувати, тільки тепер для трансляції сигналу Першого каналу Українського радіо. Мовлення продовжувалося до 2000 року, поки на передавачі не виникла несправність. Через серйозний брак коштів її так і не виправили, радіоцентр законсервували. В 2009 році рішенням Національної ради України з питань телерадіомовлення у зв’язку із тривалою відсутністю мовлення було вилучено ліцензію цієї частоти. На сьогоднішній день з декількох десятків антен працює лише одна радіовежа, перероблена під вежу стільникового зв’язку. Комплекс законсервований, проте не покинутий — на території досі живуть і працюють антенники, є своє начальство, виділено ціле містечко для них та їхніх сімей, яке називається Красне-2. Також в Красному-2 є Зал Свідків Єгови.